# Lista de treinadores do Denver Nuggets

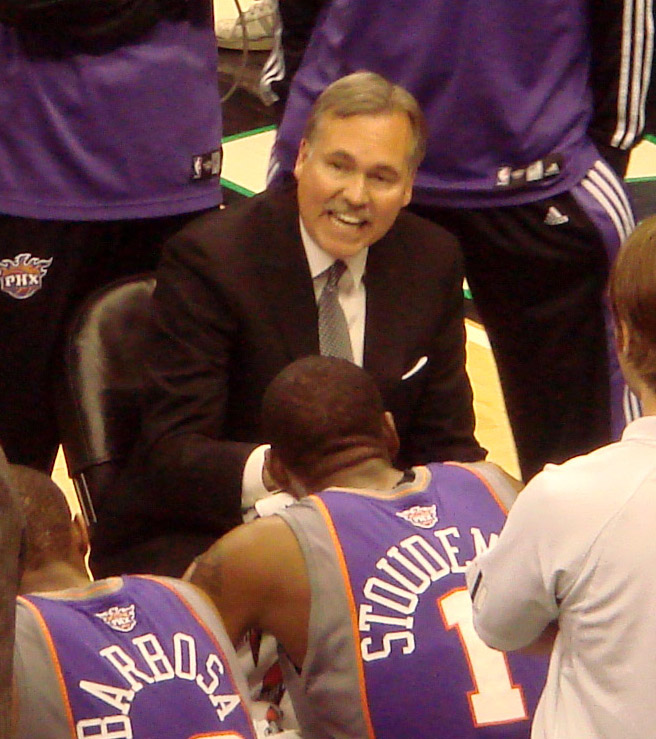
Mike D'Antoni treinou o Denver Nuggets em 50 jogos na temporada 1998-99.

Esta é a lista de treinadores do Denver Nuggets, por ordem cronológica, time profissional de basquetebol pertencente à Divisão Noroeste, da Conferência Oeste da National Basketball Association (NBA). A equipe foi fundada originalmente como Denver Rockets e disputou seu primeiro campeonato em 1969 pela American Basketball Association. Em 1974, em antecipação a troca para a NBA, a franquia realizou uma escolha para utilizar um novo nome junto com o da cidade, porque "Rockets" já era utilizado pelo Houston Rockets, e "Nuggets" acabou vencendo. O ginásio oficial do Denver é Pepsi Center.
A equipe já possuiu 19 diferentes treinadores em sua história. O primeiro da franquia foi Bob Bass, o qual dirigiu o time até a semifinal da divisão, quando acabou sendo derrotado pelo New Orleans Buccaneers. Doug Moe conquistou o prêmio de Melhor Técnico do Ano da NBA na temporada de 1987-88. Moe também é quem mais treinou e venceu jogos na temporada regular e nos playoffs. Larry Brown é o único técnico do Nuggets a ser introduzido no Basketball Hall of Fame. Em 1976, Brown levou o time a seu único título na ABA. John McLendon, Joe Belmont, Donnie Walsh, Dan Issel, Bill Hanzlik, Mike Evans, Jeff Bzdelik e Michael Cooper iniciaram suas carreiras no Denver. O atual treinador é George Karl.

## Técnicos
| # | Número de técnicos                                        |
| J | Jogos                                                     |
| V | Vitórias                                                  |
| D | Derrotas                                                  |
| % | Porcentagem de vitória                                    |
| † | Consta no Basketball Hall of Fame como técnico            |
| * | Durante a sua carreira como jogador, fez parte do Nuggets |

| #  | Nome               | Tempo           | J   | V   | D   | %     | J  | V  | D  | %    | Conquistas                                                | Ref    |
| -- | ------------------ | --------------- | --- | --- | --- | ----- | -- | -- | -- | ---- | --------------------------------------------------------- | ------ |
| 1  | Bob Bass           | 1967–1969       | 156 | 89  | 67  | 57.1  | 12 | 5  | 7  | 41.7 |                                                           | [ 14 ] |
| 2  | John McLendon*     | 1969            | 28  | 9   | 19  | 32.1  | —  | —  | —  | —    |                                                           | [ 5 ]  |
| 3  | Joe Belmont*       | 1969–1970       | 69  | 45  | 24  | 65.2  | 12 | 5  | 7  | 41.7 |                                                           | [ 6 ]  |
| 4  | Stan Albeck        | 1970–1971       | 71  | 27  | 44  | 38.0  | —  | —  | —  | —    |                                                           | [ 15 ] |
| 5  | Alex Hannum        | 1971–1974       | 252 | 118 | 134 | 46.8  | 12 | 4  | 8  | 33.3 |                                                           | [ 16 ] |
| 6  | Larry Brown†       | 1974–1979       | 385 | 251 | 134 | 65.2  | 45 | 21 | 24 | 46.7 | Vice-campeão da American Basketball Association (1975-76) | [ 4 ]  |
| 7  | Donnie Walsh*      | 1979–1980       | 142 | 60  | 82  | 42.3  | 3  | 1  | 2  | 33.3 |                                                           | [ 7 ]  |
| 8  | Doug Moe           | 1980–1990       | 789 | 432 | 357 | 54.8  | 61 | 24 | 37 | 39.3 | Técnico do Ano da NBA (1987-88)                           | [ 3 ]  |
| 9  | Paul Westhead      | 1990–1992       | 164 | 44  | 120 | 26.8  | —  | —  | —  | —    |                                                           | [ 17 ] |
| 10 | Dan Issel*         | 1992–1995       | 198 | 96  | 102 | 48.5  | 12 | 6  | 6  | 50.0 |                                                           | [ 8 ]  |
| 11 | Gene Littles       | 1995            | 16  | 3   | 13  | 18.8  | —  | —  | —  | —    |                                                           | [ 18 ] |
| 12 | Bernie Bickerstaff | 1995–1997       | 127 | 59  | 68  | 46.5  | 3  | 0  | 3  | 0    |                                                           | [ 19 ] |
| 13 | Dick Motta         | 1997            | 69  | 17  | 52  | 24.6  | —  | —  | —  | —    |                                                           | [ 20 ] |
| 14 | Bill Hanzlik*      | 1997–1998       | 82  | 11  | 71  | 13.4  | —  | —  | —  | —    |                                                           | [ 9 ]  |
| 15 | Mike D'Antoni      | 1998–1999       | 50  | 14  | 36  | 28.0  | —  | —  | —  | —    |                                                           | [ 21 ] |
| —  | Dan Issel*         | 1999–2001       | 190 | 84  | 106 | 44.2  | —  | —  | —  | —    |                                                           | [ 8 ]  |
| 16 | Mike Evans*        | 2001–2002       | 56  | 18  | 38  | 32.1  | —  | —  | —  | —    |                                                           | [ 10 ] |
| 17 | Jeff Bzdelik*      | 2002–2004       | 192 | 73  | 119 | 38.0  | 5  | 1  | 4  | 20.0 |                                                           | [ 11 ] |
| 18 | Michael Cooper*    | 2004            | 14  | 4   | 10  | 28.6  | —  | —  | —  | —    |                                                           | [ 12 ] |
| 19 | George Karl        | 2004–2013       | 680 | 423 | 257 | 0.622 | 59 | 21 | 38 | .356 | Treinador do Ano da NBA de 2012–13                        | [ 22 ] |
| 20 | Brian Shaw *       | 2013-2015       | 141 | 56  | 85  | .397  | —  | —  | —  | —    |                                                           |        |
| 21 | Melvin Hunt *      | 2015            | 23  | 10  | 13  | .435  | —  | —  | —  | —    |                                                           |        |
| 22 | Michael Malone     | 2015 – presente | 555 | 314 | 241 | .566  | 48 | 21 | 27 | .438 |                                                           |        |